# Karl Eduard Zetzsche
Karl Eduard Zetzsche (Altenburg, 11 de março de 1830 — Dresden, 18 de abril de 1894) foi um matemático e físico alemão.

## Obras
- Die Kopiertelegraphen, Typendrucktelegraphen und die Doppeltelegraphie (1865)
- Die elektrischen Telegraphen (1860)
- Katechismus der elektrischen Telegraphie (6th ed., 1883)
- Abriss der Geschichte der elektrischen Telegraphie (1874)
- Die Entwickelung der antomatischen Telegraphie (1875)
- Handbuch der elektrischen Telegraphie (together with Frölich, Henneberg, and Kohlfürst) (1877–1895)